# Agrotis xiphioides
Agrotis xiphioides är en fjärilsart som beskrevs av Embrik Strand 1921. Agrotis xiphioides ingår i släktet Agrotis och familjen nattflyn. Inga underarter finns listade i Catalogue of Life.